# Пожар в Гродно (1885)
Пожар 1885 года в Гродно — сильный пожар, который произошел 29 мая 1885 года в Гродно и уничтожил большую часть старого города. После пожара восстановление пострадавших зданий проводилась в современном на тот момент стиле эклектики.

## Начало пожара
Пожар начался в половине 10-го утра, 29 мая 1885, когда загорелась деревянная изба Кейхмана Бишковича на Троицкой улице в районе Школьного двора. Сильный ветер и сухая погода помогли пожару быстро распространиться на всю центральную часть города. Огонь быстро охватил соседние кварталы и бушевал до четырех часов ночи. Сгорела большая часть застройки улиц Купеческой, Полицейской, Гороховой (средняя часть Социалистической), Бригитской, Песочной, Жандармской, Соборной, Калужанской, часть домов Парадного плаца.
Локальные пожары продолжались еще несколько дней. Позже загорелось Занеманское предместье, куда огонь перекинулся через пылающие леса.

## Разрушения
Результаты пожара оказались катастрофическими для города. Пожар разрушил или сильно повредил все гродненские гостиницы, десяток еврейских молитвенных школ и детский приют, депо земледельческих машин и мастерскую фабрики Лильполь и Рау (филиал Варшавской), сгорел депутатский архив дворянского собрания и попечительского совета. Несмотря на сильный пожар, в результате самоотверженной борьбы с огнем удалось защитить такие сооружения, как здание фарного костела, мужской гимназии и женской гимназии, отделения госбанка (здание посменной школы на улице Социалистической). В Бригитском монастыре обгорела колокольня (не сохранилась до нашего времени), и сгорели деревянные завершения башен костела.
Всего было уничтожено 139 каменных и 380 деревянных домов, 34 каменных и 331 деревянных хозяйственных построек. От пожара пострадали 2392 семьи (7105 человек). Тем не менее человеческие потери были минимальны, в пожаре погибло только 3 человека. В денежном выражении ущерб от сгоревшей недвижимости составил огромную в те времена сумму в 1 857 130 рублей. Пожар навсегда изменил архитектурный облик исторического центра Гродно. Были уничтожены почти все здания XV-XVIII веков, а после восстановления городской застройки в 1885—1900 годах основное архитектурное лицо города определял уже модный в те годы стиль эклектики.

## Отображение пожара
«Допожарный» Гродно отражен на редких фото, а также в акварелях и рисунках Наполеона Орды. Сам пожар зафиксировал Чеслав Янковский (рисунок был напечатан в журнале «Kraj»). Губернские власти провели фотографическую регистрацию сгоревших улиц и кварталов и отправили фото в Санкт-Петербург. К сожалению, исследователям истории Гродно до сих пор не удалось разыскать в архивах эту коллекцию.

## В искусстве
Пожар послужил почвой для короткой зарисовки А. П. Чехова "На Луне" от 1885 г.